# Hoa kiều
Hoa kiều (phồn thể: 海外華人; giản thể: 海外华人; Hán-Việt: Hải ngoại Hoa nhân; bính âm: Hǎiwài Huárén/Hǎiwài Zhōngguórén) là những người sinh sống ở bên ngoài Cộng hòa Nhân dân Trung Hoa (Trung Quốc đại lục) và Trung Hoa Dân Quốc (Đài Loan) nhưng có nguồn gốc sắc tộc là người Trung Quốc (người Hán). Có khoảng 40 triệu Hoa kiều, hầu hết sống tại vùng Đông Nam Á, là thành phần sắc dân đa số ở Singapore, là thiểu số quan trọng ở Indonesia, Philippines, Thái Lan, Việt Nam và Malaysia. Kiều dân người Hoa đến các vùng này vào khoảng giữa thế kỷ 16-19, hầu hết xuất phát từ các tỉnh ven biển Quảng Đông và Phúc Kiến (nhóm người Mân Nam), tiếp đó là Hải Nam. Thuật ngữ "Hoa Kiều" có thể hiểu theo nghĩa rộng hơn là bao gồm người Trung Quốc thiểu số (phi Hán), ví dụ như người Tây Tạng lưu vong hoặc gồm những người chỉ có một phần là người Hoa. Nói chung là dù có phải là người dân tộc Hán đa số của Trung Quốc hay không thì cứ từ Trung Quốc đi ra là Hoa kiều dù người Trung Quốc thường được coi là người Hán.
Gần đây, đích đến di cư của người dân Trung Quốc nhắm về Bắc Mỹ và châu Úc, chủ yếu là đến ở Hoa Kỳ, Úc, Canada và New Zealand.
Hoa kiều khác nhau nhiều về mức độ đồng hoá, tương tác với cộng đồng xung quanh (xem Phố Tàu) và mối liên hệ với Trung Quốc. Ở Thái Lan và Indonesia, phần lớn Hoa kiều kết hôn và đồng hoá với cộng đồng bản xứ. Ở Myanmar, người Hoa hiếm khi kết hôn với người bản xứ nhưng lại theo văn hoá Miến Điện, duy trì đặc tính Hoa và Miến. Trái lại, ở Malaysia, Việt Nam và Singapore, Hoa kiều vẫn giữ đặc tính chủng tộc riêng biệt (tại khu vực Đông Nam Á).
Thường những làn sóng di dân khác nhau dẫn đến hình thành các phân nhóm trong số Hoa kiều, như những di dân cũ và mới ở Campuchia và Indonesia. Người Hoa ở các nước Đông Nam Á thường tham gia vào thương mại và tài chính. Ở Bắc Mỹ, nhờ các chính sách di trú, Hoa kiều thường có mặt trong các ngành nghề chuyên môn, các nghề có thứ hạng cao trong y khoa và học thuật.

## Thuật ngữ
Tiếng Hoa có nhiều thuật ngữ khác nhau để đề cập đến khái nhiệm này. Huáqiáo (giản thể: 华侨; phồn thể: 華僑, Hoa Kiều) hay Hoan-kheh trong tiếng Phúc Kiến (tiếng Trung: 番客) dùng để đề cập đến công dân Trung Quốc sinh sống ngoài Trung Quốc. Huáyì (giản thể: 华裔; phồn thể: 華裔; Bạch thoại tự: Hôa-è, Hoa duệ) dùng để đề cập đến người thuộc dân tộc Hán sinh sống ngoài Trung Quốc. thuật ngữ thường dùng khác là 海外华人 (hǎiwài huárén, hải ngoại hoa nhân); và từ này thường được chính phủ Cộng hòa Nhân dân Trung Hoa sử dụng để đề cập đến những người thuộc sắc tộc Trung Hoa sinh sống ngoài Trung Quốc nói chung mà không xét tới quốc tịch.
Trong tiếng Việt, cụm từ Hoa kiều vẫn được dùng phổ biến và tồn tại song song với từ Việt kiều để đề cập đến những người gốc Việt nói chung tại nước ngoài mà không kể tới quốc tịch, mặc dù vậy, thuật ngữ "kiều" có nghĩa là "ở nhờ" và không thích hợp để chỉ những người đã mang quốc tịch nước ngoài.
Hoa kiều thuộc sắc tộc Hán như Quảng Đông, Phúc Kiến, Triều Châu hay Khách Gia đề cập tới Hoa kiều với tên gọi 唐人 (tángrén, đường nhân), đọc là tòhng yàn trong tiếng Quảng Đông, Tn̂g-lâng trong tiếng Phúc Kiến, Dẹung nāng trong tiếng Triều Châu và tong nyin trong tiếng Khách Gia. Từ "đường nhân" ám chỉ đến nhà Đường khi chế độ này kiểm soát toàn bộ Trung Nguyên.

## Thống kê
| Quốc gia                             | Bài về cộng đồng người Hoa                         | Dân số người Hoa | Năm  |
| ------------------------------------ | -------------------------------------------------- | ---------------- | ---- |
| châu Á                               |                                                    | 31.279.797       | 2006 |
| Thái Lan                             | Người Thái gốc Hoa                                 | 9.450.000        | 2010 |
| Malaysia                             | Người Malaysia gốc Hoa, Peranakan                  | 7.100.000        | 2008 |
| Indonesia                            | Người Indonesia gốc Hoa/Tionghoa                   | 2.832.510        | 2010 |
| Singapore                            | Người Singapore gốc Hoa                            | 2.794.000        | 2010 |
| Việt Nam                             | Người Hoa (Việt Nam),                              | 823.071          | 2009 |
| Campuchia                            | Người Campuchia gốc Hoa                            | 1.180.000        | 2008 |
| Philippines                          | Người Philippines gốc Hoa, Tornatras, Sangley      | 1.100.000        | 2005 |
| Myanmar                              | Người Myanmar gốc Hoa, Panthay                     | 1.100.000        | 2005 |
| Nhật Bản                             | Người Hoa tại Nhật Bản                             | 655.377 1        | 2008 |
| Hàn Quốc                             | Người Hoa tại Hàn Quốc                             | 624.994 2        | 2009 |
| Kazakhstan                           | Người Hoa tại Kazakhstan                           | 300.000          | 2009 |
| Ấn Độ                                | Người Hoa tại Ấn Độ                                | 189.470          | 2005 |
| Lào                                  | Người Lào gốc Hoa                                  | 185.765          | 2005 |
| Các Tiểu vương quốc Ả Rập Thống nhất | Người Hoa tại Các Tiểu vương quốc Ả Rập Thống nhất | 180.000          | 2009 |
| Brunei                               | Người Hoa tại Brunei                               | 43.000           | 2006 |
| Israel                               | Người Hoa tại Israel                               | 23.000           | 2001 |
| Bắc Triều Tiên                       | Người Hoa tại Bắc Triều Tiên                       | 10.000           | 2009 |
| Pakistan                             | Người Hoa tại Pakistan                             | 10.000           | 2009 |
| Sri Lanka                            | Người Hoa tại Sri Lanka                            | 3.500            | ?    |
| Iran                                 | Người Hoa tại Iran                                 | 3.000            | --   |
| Kyrgyzstan                           | Người Hoa tại Kyrgyzstan                           | 1.813            | 2009 |
| Mongolia                             | Người Hoa tại Mông Cổ                              | 1.323            | 2000 |
| Bangladesh                           | Người Hoa tại Bangladesh                           | 1.200            | 2011 |
| châu Mỹ                              |                                                    | 6.059.240        | 2008 |
| Hoa Kỳ                               | Người Mỹ gốc Hoa                                   | 3.500.000        | 2007 |
| Canada                               | Người Canada gốc Hoa                               | 1.300.000        | 2006 |
| Mexico                               | người mexico trung quốc                            | 2.100.000        | 2005 |
| Brazil                               | Người Brasil gốc Hoa                               | 151.649          | 2005 |
| Panama                               | Người Hoa tại Panama                               | 135.000          | 2003 |
| Cuba                                 | Người Cuba gốc Hoa                                 | 114.240          | 2008 |
| Argentina                            | Người Argentina gốc Hoa                            | 100.000          | 2008 |
| Peru                                 | Người Peru gốc Hoa                                 | 23.000           | 2003 |
| Nicaragua                            | Người Nicaragua gốc Hoa                            | 12.000           | --   |
| Suriname                             | Người Suriname gốc Hoa                             | 40.000           | 2011 |
| Jamaica                              | Người Jamaica gốc Hoa                              | 70.000           | --   |
| Cộng hòa Dominica                    | Người Hoa tại Cộng hòa Dominica                    | 15.000           | --   |
| Costa Rica                           | Người Costa Rica gốc Hoa                           | 7.873            | 2009 |
| Chile                                | Người Hoa tại Chile                                | 5.000            | --   |
| Trinidad & Tobago                    | Người Trinidad và Tobago gốc Hoa                   | 3.800            | 2000 |
| Guyana                               | Người Guyana gốc Hoa                               | 2.722            | 1921 |
| Belize                               | Người Belize gốc Hoa                               | 1.716            | 2000 |
| Puerto Rico                          | Người Puerto Rico gốc Hoa                          | --               | --   |
| Haiti                                | Người Haiti gốc Hoa                                | 230              | --   |
| châu Âu                              |                                                    | 1.716.233        | 2006 |
| Nga                                  | Người Hoa tại Nga, Người Dungan                    | 998.000          | 2005 |
| Pháp                                 | Người Hoa tại Pháp, Người Réunion gốc Hoa          | 700.000          | 2010 |
| Vương quốc Anh                       | Người Anh gốc Hoa                                  | 500.000          | 2008 |
| Ý                                    | Người Hoa tịa Ý                                    | 201.000          | 2011 |
| Tây Ban Nha                          | Người Hoa tại Tây Ban Nha                          | 128.022          | 2008 |
| Hà Lan                               | Người Hoa tại Hà Lan                               | 76.960           | 2011 |
| Đức                                  | Người Hoa tại Đức                                  | 71.639           | 2004 |
| Serbia                               | Người Hoa tại Serbia                               | 20.000           | 2008 |
| Ireland                              | Người Hoa tại Ireland                              | 16.533           | 2006 |
| Đan Mạch                             | Người Hoa tại Đan Mạch                             | 10.247           | 2009 |
| Bulgaria                             | Người Hoa tại Bulgaria                             | 10.000           | 2005 |
| Bồ Đào Nha                           | Người Hoa tại Bồ Đào Nha                           | 9.689            | 2007 |
| Thụy Điển                            | Người Hoa tại Thụy Điển                            | 14.134           | 2010 |
| Phần Lan                             | Người Hoa tại Phần Lan                             | 7.546            | 2010 |
| Cộng hòa Séc                         | Người Hoa tại Cộng hòa Séc                         | 4.986            | 2007 |
| Romania                              | Người Hoa tại Romania                              | 2.249            | 2002 |
| Thổ Nhĩ Kỳ                           | Người Hoa tại Thổ Nhĩ Kỳ                           | 1.000            | 2009 |
| châu Đại Dương                       |                                                    | 1.021.019        | 2003 |
| Úc                                   | Người Úc gốc Hoa                                   | 669.896          | 2006 |
| New Zealand                          | Người New Zealand gốc Hoa                          | 147.570          | 2006 |
| Samoa                                | Người Hoa tại Samoa                                | 30.000           | --   |
| Papua New Guinea                     | Người Hoa tại Papua New Guinea                     | 20.000           | 2008 |
| Fiji                                 | Người Hoa tại Fiji                                 | 6.000            | 2000 |
| Tonga                                | Người Hoa tại Tonga                                | 3.000            | 2001 |
| Palau                                | Người Hoa tại Palau                                | 1.019            | 2001 |
| châu Phi                             |                                                    | 734.000          | 2009 |
| Nam Phi                              | Người Nam Phi gốc Hoa                              | 350.000          | 2009 |
| Angola                               | Người Hoa tại Angola                               | 100.000          | 2007 |
| Ai Cập                               | Người Hoa tại Ai Cập                               | 100.000          | 2010 |
| Madagascar                           | Người Hoa tại Madagascar                           | 60.000           | 2007 |
| Nigeria                              | Người Hoa tại Nigeria                              | 50.000           | 2008 |
| Mauritius                            | Sino-Mauritian                                     | 30.000           | 2007 |
| Réunion                              | Người Réunion gốc Hoa                              | 25.000           | 1999 |
| Zambia                               | Người Hoa tại Zambia                               | 20.000           | 2003 |
| Mozambique                           | Người Hoa tại Mozambique                           | 12.000           | 2007 |
| Kenya                                | Người Hoa tại Kenya                                | 10.000           | 2007 |
| Tanzania                             | Người Hoa tại Tanzania                             | 10.000           | 2008 |
| Ghana                                | Người Hoa tại Ghana                                | 7.000            | 2008 |
| Botswana                             | Người Hoa tại Botswana                             | 6.000            | 2009 |
| Cameroon                             | Người Hoa tại Cameroon                             | 2.000            | 2008 |
| Senegal                              | Người Hoa tại Senegal                              | 2.000            | 2008 |
| Seychelles                           | Người Seychelles gốc Hoa                           | 1.000            | 1999 |
| Tổng                                 | --                                                 | 40.382.279       |      |